# Guillaume Daniel Louis Huet

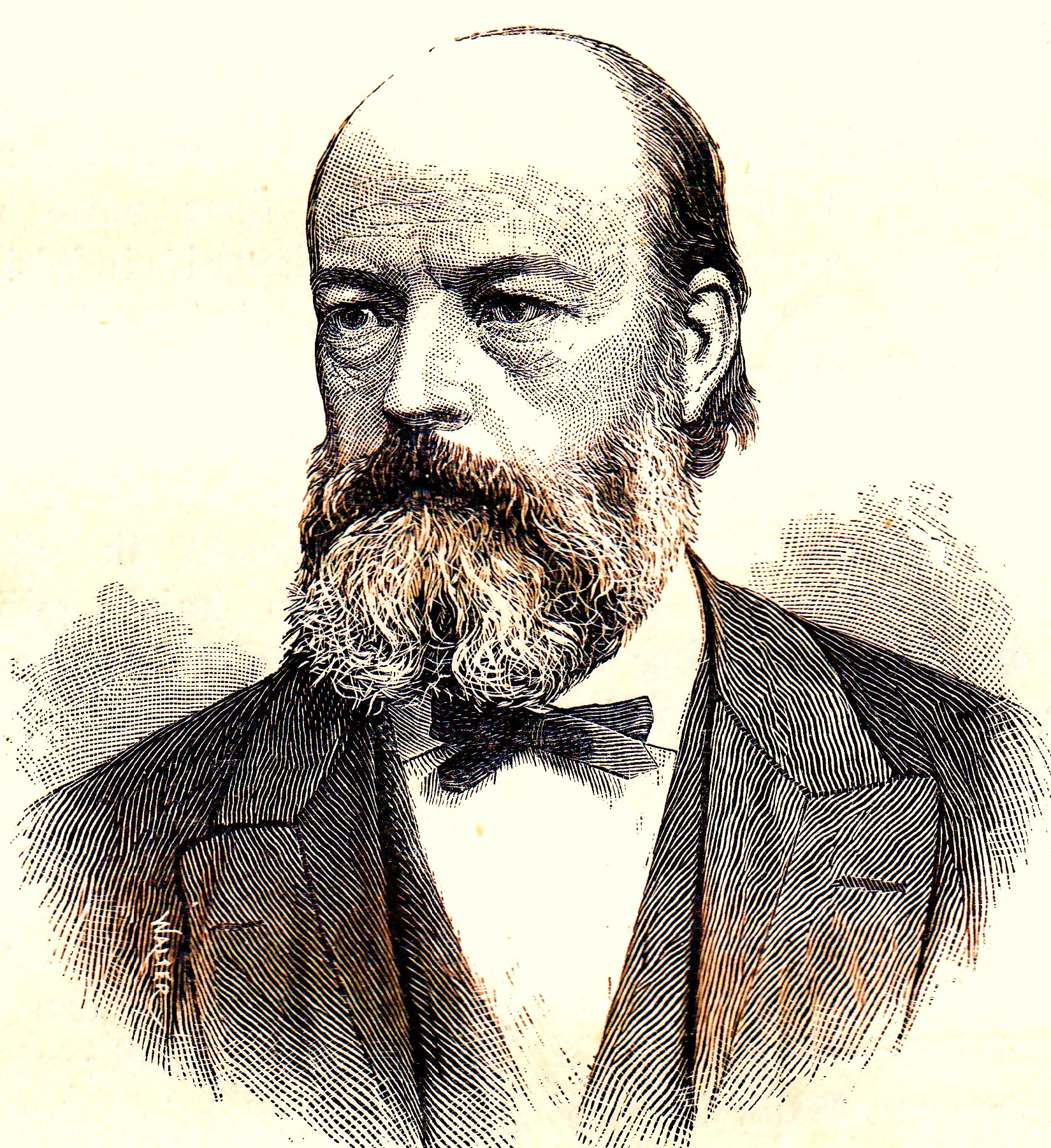
Guillaume Daniel Louis Huet

Guillaume Daniel Louis Huet (* 29. August 1832 in Amsterdam; † 20. August 1891 in Den Haag) war ein niederländischer Mediziner.

## Leben
Der Sohn des Pfarrers der wallonischen Gemeinde in Amsterdam Pierre Josué Louis Huet (* 26. November 1799 in Amsterdam; † 12. November 1846 ebenda) und Geertruida Pauline Aletta Ledeboer (* 6. Dezember 1802 in Rotterdam; † 19. Dezember 1888 in Den Haag) hatte seine gymnasiale Anleitung und seine medizinischen Studien am Athenaeum Illustre Amsterdam absolviert. Am 17. Januar 1856 promovierte er an der Universität Leiden mit der Abhandlung Varia de Morbo Syphilitico in Nosocomio Amstelodamensi suburbano observata (Variationen der Krankheit Syphilis im vorstädtischen Krankenhaus von Amsterdam beobachtet) zum Doktor der Medizin und am 13. März 1857 zum Doktor der Chirurgie. Danach führte ihn eine Bildungsreise nach Paris, Wien, Prag, Dresden und Berlin. Zurückgekehrt in seine Heimat wurde er Assistenzarzt am Vorstadtkrankenhaus in Amsterdam (Buitengasthuis), am 14. März 1862 erwarb er sich das Doktorat der Frauenheilkunde (Gynäkologie) in Leiden und ab März 1862 war er zehn Jahre lang Direktor des Vorstadtkrankenhauses. Während jener Zeit machte er sich durch einige Aufsätze in Nederlands Tijdschrift voor Geneeskunde (Niederländische Zeitschrift für Medizin) und verschiedenen Veröffentlichungen medizinischen Inhalts einen Namen.
Am 10. September 1872 wurde er zum Professor der Medizin und Pharmakologie an die Universität Leiden berufen. Diese Aufgabe übernahm er am 12. November 1872 mit der Antrittsrede Over de noodzakelijkheid om de geneeskunde als natuurwetenschap op te vatten (Über die Notwendigkeit, die Medizin als Naturwissenschaft zu verstehen). Zudem beteiligte er sich an den organisatorischen Aufgaben der Leidener Hochschule und war 1884/85 Rektor der Alma Mater. Diese Aufgabe legte er mit der Rede Over verdeeling van den arbeid in betrekking tot wetenschap en onderwijs (Über Verteilung von Arbeit in Bezug zur Wissenschaft und Bildung) nieder. Von 1868 bis 1883 war er Sekretär der Königlich Niederländischen Gesellschaft zur Förderung der Medizin, er war Mitglied des Ausschusses, welches 1874 die Ordnungen der neuen niederländischen Apotheken festlegte, und er wurde am 4. Mai 1890 Ritter des Ordens vom niederländischen Löwen. Am 21. September 1890 wurde er aus gesundheitlichen Gründen emeritiert und verabschiedete sich am 1. Oktober 1890 in den Ruhestand. Sein letztes Lebensjahr verbrachte er in Den Haag, wo er schließlich verstarb.
1862 heiratete Huet in Amsterdam Gerardina Cornelia Bienfait, die Tochter des Louis Pierre Bienfait (* 20. Dezember 1790 in Amsterdam; † 22. September 1843 in Amsterdam) und seiner am 31. Juli 1814 in Leiden verheirateten Frau Catharina Johanna Bodel Nyenhuis (* 9. März 1796 in Amsterdam; † 16. Juni 1866 in Oosterbeek). Aus der Ehe stammen Kinder, von diesen kennt man:
- Willem Gerard Huet (* 5. Juli 1869 in Amsterdam; † 20. Mai 1911 in Haarlem) Dr. med in Haarlem, verh. 12. November 1896 in Leiden mit Anna Gratia Marianne Asser (* 7. April 1871 in Den Haag; † 28. November 1944 in Velp)
- Paulus Lodewijk Huet (* 10. Mai 1875 in Leiden; † 10. April 1880 ebenda)

## Werke (Auswahl)
- Spec. med. continens varia de morbo syphilitico in nosocomio Amstelodamensi suburbano observata. Amsterdam 1856
- Iets over blennorrhoea vaginae en hare behandeling. In: Ned. Weekbl. v. geneesk. 1856, Bd. VI, S. 209
- Ueber syphilitischen Affectionen des Mastdarms, mit Abb. In: Behrends Archiv für Syphilidologie. 1858
- A.C.J. Michaëlis: Compendium van de leer der syphilis voor praktische artsen en studeerenden. (übersetzt aus dem deutschen) Amsterdam 1859
- De huid, wat zij is, wat zij doet en wat wij voor haar moeten doen. Haarlem 1860
- Verslag omtrent de ziekten welke in het jaar 1859 binnen Amsterdam geheerscht hebben. Amsterdam 1861
- Een stem uit den polder. Amsterdam 1866
- Het Buitengasthuis te Amsterdam. Amsterdam 1870
- Over de noodzakelijkheid om de geneeskunde als natuurwetenschap op te vatten. Leiden 1872, (Online)
- Erythema papulatum uraemicum. In: Archiv für Dermatologie und Syphilis. 1870, S. 615 und In: Feestbundel v.h. Ned. Tijds. v. geneesk.. 1882, S. 87
- Over verdeeling van den arbeid in betrekking tot wetenschap en onderwijs. Leiden 1885
- Verslag van de lotgevallen der universiteit in het afgeloopen jaar, uitgebracht 15 Sept. 1885. Leiden 1885

## Weblink
- Datensatz bei der digitalen Bibliothek der niederländischen Literatur

| Personendaten    | Personendaten                |
| ---------------- | ---------------------------- |
| NAME             | Huet, Guillaume Daniel Louis |
| KURZBESCHREIBUNG | niederländischer Mediziner   |
| GEBURTSDATUM     | 29. August 1832              |
| GEBURTSORT       | Amsterdam                    |
| STERBEDATUM      | 20. August 1891              |
| STERBEORT        | Den Haag                     |